# Pokémon
Pokémon (ポケモン, Pokemon) és una franquícia de mitjans que va començar originalment en els videojocs que Satoshi Tajiri va crear per a diverses plataformes, especialment la Game Boy, i que -arran de la seva popularitat- va aconseguir expandir-se a altres mitjans d'entreteniment, com ara sèries de televisió, jocs de cartes i roba, convertint-se, així, en una marca comercial reconeguda al mercat mundial. A 1 de desembre del 2006 havien arribat a 175 milions d'exemplars venuts (inclosa la versió Pikachu de la consola Nintendo 64), arribant a ocupar el segon lloc de les nissagues de videojocs més venudes de Nintendo.
La saga Pokémon fou creada el 27 de febrer de 1996 al Japó. És desenvolupada per la companyia programadora de programari japonesa Game Freak, amb els personatges creats per Satoshi Tajiri per a la companyia de joguines Creatures Inc., i alhora distribuïda i/o publicada per Nintendo. La missió dels protagonistes d'aquests jocs és capturar i entrenar els Pokémons, que actualment arriben a 806 tipus diferents. La possibilitat d'intercanviar-los amb altres usuaris va fer que la popularitat dels jocs de Pokémon augmentés i va provocar un èxit en les vendes de jocs de Pokémon, de televisió, de pel·lícules i marxandatges.

## Història

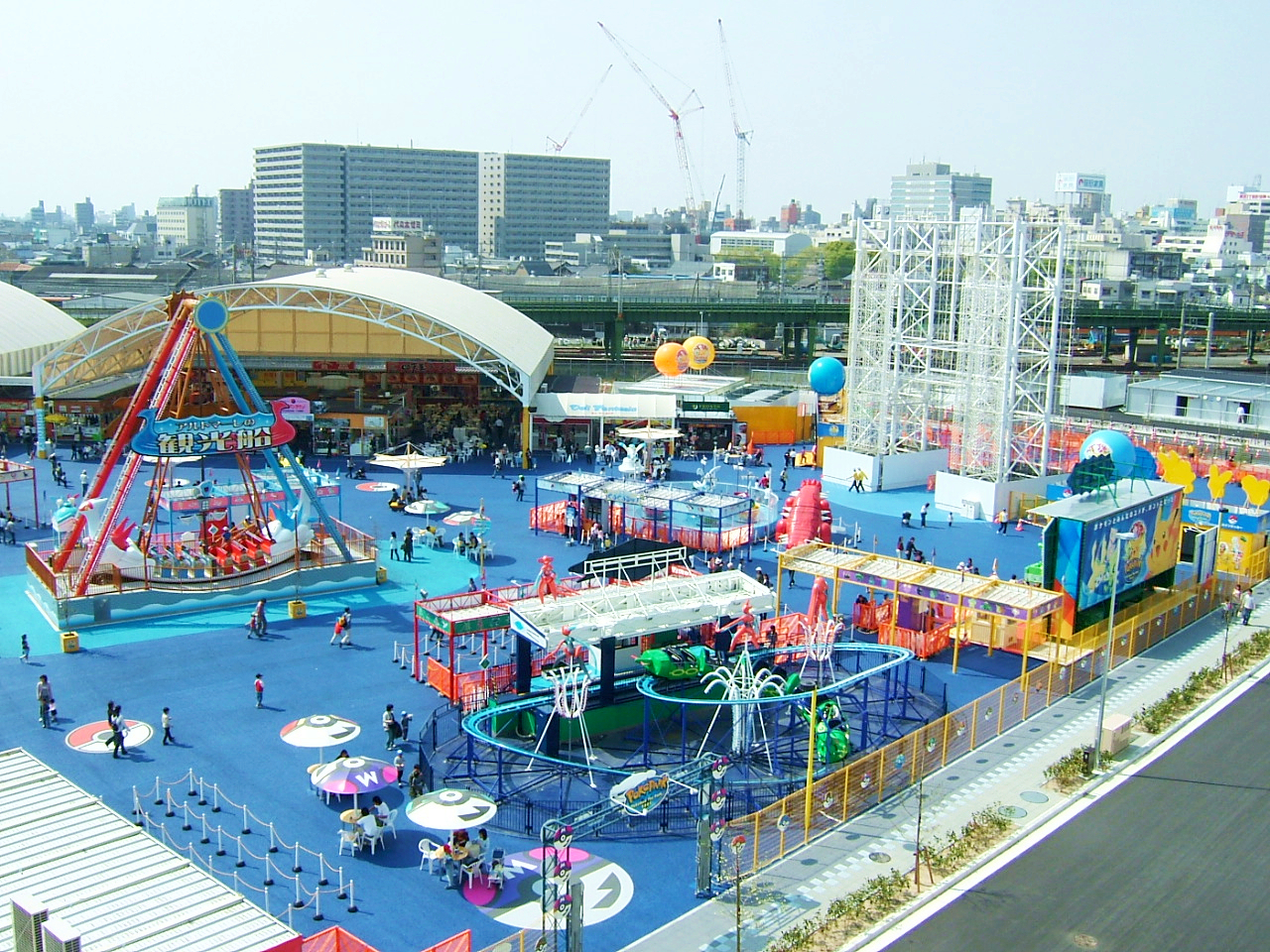
Parc temàtic de Pokémon a Nagoya, Japó.

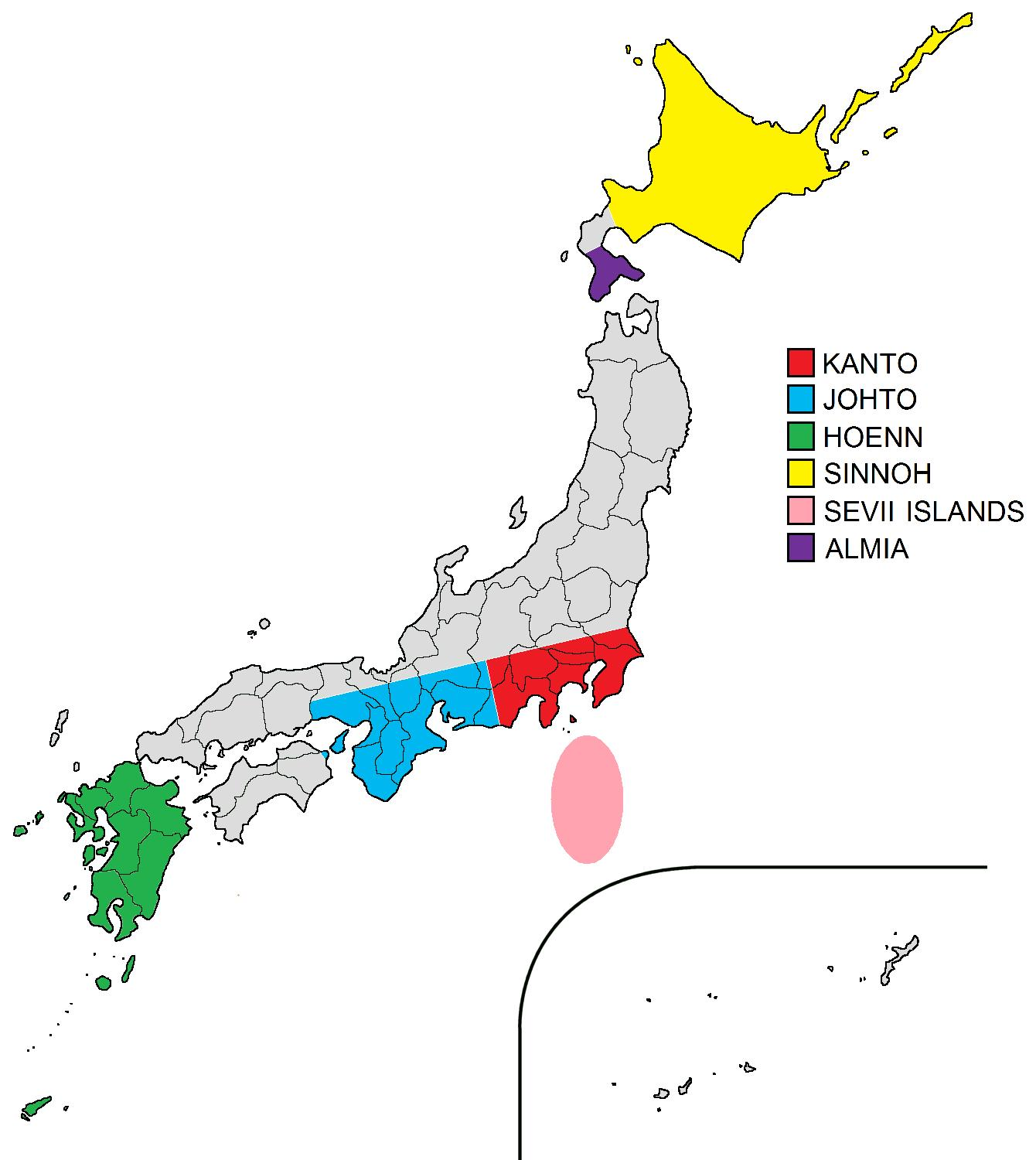
Mapa d'algunes àrees del Japó en què es localitza el món Pokémon.

Quan el creador Satoshi Tajiri era un nen, capturava i col·leccionava bestioles, a partir de les quals va concebre els Pokémon. Tajiri va estudiar enginyeria, així com volia el seu pare, però no li agradava estudiar i es dedicava la major part del temps a jugar a videojocs, fins al punt de treballar com a provador de jocs per a revistes, juntament amb Ken Sugimori.
L'any 1989 van crear una revista anomenada Game Freak.
Va començar a treballar en un joc de trencaclosques anomenat Mendel Palace (conegut al Japó com Quinty), llançat el 1989 amb força èxit i que marcà l'inici de la història de la companyia Game Freak. Un any més tard, en veure l'invent del Cable Link, Tajiri va tenir la idea de crear un joc en què es pogués transferir informació d'una Game boy a una altra. Influenciat per les sagues com ara Final Fantasy o Dragon Quest, va associar la idea de la metamorfosi i va crear un RPG en què els monstres podien evolucionar i ser transportats d'una consola a una altra. El projecte fou enviat a Nintendo i va rebre el nom de Capsule Monster (Monstres de Càpsula), ja que Tajiri deia: "L'important és que els monstres han de ser petits i controlables. Provenen d'una càpsula com un monstre dins de si mateix, com si fossin la por o la ràbia".
La producció d'aquest projecte va durar cinc anys. El febrer de 1996, després del descens de vendes de la companyia rival Game Boy, es van llançar al mercat japonès amb el joc reanomenat "Poket Monsters Red" i "Poket Monsters Green". Inicialment, el joc no va tenir l'èxit esperat, però al cap d'un any, s'havia arribat a un milió de còpies. Tres anys més tard, aquest joc i les seves criatures, "Poket Monsters", triomfaven al món sencer. Nintendo va decidir enviar la sèrie a Occident abreviant el nom a Pokémon per problemes legals amb una sèrie de Mattel coneguda com a Monster in My Pocket.

## Videojocs
Els videojocs de Pokémon, en un principi, es limitaven a ser només del gènere de rol. Després de comprovar l'èxit de la nissaga, s'han estès a molts altres gèneres.

### Primera generació
La història dels videojocs de Pokémon començà amb el videojoc Pocket Monsters Aka and Midori (Pokémon Red i Pokémon Blue i Pokémon Green) al Japó, l'any 1996, per a la consola Game Boy. Més tard, van aparèixer a la resta dels països. Les versions originals d'Aka and Midori mai no van sortir a la venda fora del Japó.
L'aventura d'aquesta versió es desenvolupa a la regió de Kanto. El nombre de Pokémon en les versions de Pokémon vermell i en les de Pokémon blau és de 151, començant per Bulbasaur i acabant amb Mew.
La tercera versió (quarta al Japó) dels primers videojocs de Pokémon és Pokémon Yellow, que fou llançat el 2 de setembre de 1998 al Japó, i l'1 d'octubre de 1999 a Nord-amèrica. També és anomenat "Pocket Monsters: Pikachu" pel fet que el personatge principal del joc és en Pikachu.
Seguidament, es van desenvolupar noves nissagues de la franquícia, així com les versions de Pokémon Stadium per a la Nintendo 64, en què els Pokémons es podien veure en 3D i usar-los entrenats des dels altres jocs de rol Pokémon de la Game Boy per poder-los incorporar al nou joc i lluitar-hi.

### Segona generació
L'any 2001 es van llançar al mercat els videojocs Pokémon Gold i Silver per a la consola Game Boy Color a Europa. En aquestes versions apareix una nova regió anomenada Johto, on es van descobrir 100 Pokémon nous. Es podien criar Pokémon (Pokémon bebès), també hi havia la capacitat de collir baies amb qualitats curatives, així com el concepte d'equipar els Pokémons amb objectes. Johto també amagava misteris com ara les antigues Runes Alpha o el misteri de la Torre Tin.
A finals del mateix any, va aparèixer el Pokémon Crystal, el primer joc de Pokémon on es pot triar tant un personatge femení com un de masculí; també es van incloure animacions als "sprites" dels Pokémons.
Per primer cop, apareixen els Pokémons brillants que presentaven dos nous tipus de Pokémon: els Pokémon d'acer i els Pokémon sinistres.

### Tercera generació
El 2003 els jocs Pokémon Ruby i Pokémon Sapphire són llançats per a la consola Game Boy Advance. En què apareix la regió Hoenn i 135 noves espècies de Pokémon, arribant a un total de 386 Pokémon. S'ha creat un mètode de batalla de 2 contra 2: els concursos Pokémon i els Pokéblock (Pokécubs en català), així com noves habilitats especials (per exemple, poder plantar baies o poder crear una cova personalitzada).
L'octubre de 2004 sortiren a la venda els Pokémon FireRed i Pokémon LeafGreen sent una nova versió dels primers jocs, Pokémon Yellow, Blue, i Red, en la qual s'afegeixen Pokémon d'altres generacions.
El 2005 sortí a la venda Pokémon Emerald on, a diferència de Pokémon Ruby i Sapphire, era possible encarar-se als dos equips enemics que existien fins al moment (l'Equip Aigua i l'Equip Magma), i amb nous desafiaments com Batalla de la Frontera (Battle Frontier). Han fet un Pokémon Rubí Omega i Zafiro Alfa que són de Nintendo 3D amb uns gràfics 3D.

### Videojocs derivats
Entre la tercera i la quarta generació (2005-2006), es van llançar alguns videojocs Pokémon que van formar part de la categoria spin-off.
L'any 2005 va sortir a la venda el Pokémon Dash, que fou un dels primers videojocs de Pokémon per a la consola Nintendo DS.
Al 10 de novembre de 2006 els jocs Pokémon en un Món Misteriós, per a la Nintendo DS, van fer la seva primera aparició en sèrie, amb les seves versions Blue Rescue Team i Red Rescue Team. En els videojocs Pokémon en un Món Misteriós, el jugador és un Pokémon i, juntament amb els seus companys Pokémon, formen un equip que té com a missió rescatar el món dels desastres naturals. Altres versions de Pokémon en un Món Misteriós, de la quarta generació, són Pokémon Mystery Dungeon: Explorers of Time i Explorers of Darkness (Pokémon en un Món Misteriós: Exploradors del Temps i Exploradors de la Foscor), que van sortir a la venda el 20 d'abril de 2008.

### Quarta generació
Pokémon Diamond i Pearl (i més tard Pokémon Platí) són les aventures més recents de Pokémon per a la consola: Nintendo DS.
En aquestes versions apareix una nova regió anomenada Sinnoh (Shin'ō-chihō en japonès), i s'han unit 107 noves espècies de Pokémon arribant a un total de 493 Pokémon. Aquestes entregues presentaven moltes altres novetats, de les quals es pot destacar la reintroducció i la millora del sistema horari que es basava en el rellotge intern i contextualitzat del món virtual Pokémon. Els gràfics del joc són en tres dimensions, i els personatges en dues dimensions; el mateix passa amb els objectes interactius.
Pokémon Platí va sortir a la venda el 13 de setembre de 2008 al Japó i és una nova edició de Pokémon Diamond i Pearl. Les entregues de derivats de la quarta generació, Pokémon Mystery Dungeon: Explorers of Time i Explorers of Darkness, van sortir a la venda el 20 d'abril de 2008. Tanmateix, Pokémon Battle Revolution per a la Wii, que té accés a la connectivitat Wi-Fi.
El 12 de setembre de 2009 va sortir a la venda al Japó les noves edicions dels jocs Pokémon Gold i Pokémon Silver per a la consola Nintendo DS amb el sobrenom de Pokémon HeartGold i Pokémon SoulSilver.

### Cinquena generació
La cinquena generació dels jocs va fer el primer pas amb el llançament de les noves versions per a la consola portàtil Nintendo DS, Pokémon Negre i Pokémon Blanc, que foren revelats el 9 d'abril de 2010 en el lloc web de Pokémon al Japó. El llançament d'aquests jocs al Japó fou el 18 de setembre de 2010, a Europa el 4 de març de 2011 i a Amèrica el 6 de març de 2011.
A principis d'abril, Nintendo va anunciar a la revista CoroCoro una nova pel·lícula en la qual sortirien noves espècies de Pokémon. De moment se'n coneixen dues, Zorua i Zoroark (evolució de Zorua), de tipus sinistre. Més tard, es va confirmar la cinquena generació de jocs de Pokémon: Pokémon Blanc i Pokémon Negre. A 10 d'abril del 2010 la revista CoroCoro va ensenyar les primeres captures de pantalla en què es veien i s'explicaven els grans avenços i notícies que estaven en secret fins al moment: 
- Noms: Pokémon Blanc i Negre.
- Noves espècies de Pokémon: Zorua, Zoroark, Tepig, Oshawott, Snivy, Reshiram, Zekrom, Minccino, Munna, Klink, Blitzle, Pidove, Darmanitan, Sandile, i moltes més.
- Teselia (Unova, Isshu) una nova regió Pokémon.
- 156 Pokémon nous.
- Sortida prevista el 18 de setembre de 2010 (al Japó), el 6 de març de 2011 (Amèrica) i el 4 de març del 2011 (Europa) per a Nintendo DS.
- Desenvolupat per Game Freak. Sèrie completament nova, sense cap nova edició.
- Noves característiques de joc: nova perspectiva 3D a les batalles. Es pot veure tota l'esquena del teu Pokémon i la seva ombra. La pantalla superior es destina solament a la batalla. El fons depèn de la zona en què es trobi el jugador.

Al 25 de febrer del 2010 Junichi Masuda va anunciar en el programa de TV Tokio, Pokémon Smash, la sortida de 2 nous jocs a finals d'estiu de 2012 al Japó: el 22 d'octubre de 2012 els jocs de Pokémon Negre i Blanc 2. Una nova edició del Pokémon Negre i Blanc, amb nous llocs per visitar.

### Sisena generació
Coneguda com a Pokémon X i Pokémon Y presenten una aventura en 3D. A la venda simultàniament a tot el món el 12 d'octubre de 2013. 72 nous Pokémons amb un total de 721. El lloc és Kalos.
També va tenir una remasterització de les edicions de Pokémon Zafiro i Pokémon Rubí, sota el nom de Pokémon Zafiro Alfa i Pokémon Rubí Omega.

### Setena generació
Una nova generació coneguda com a Pokémon Luna i Pokémon Sol. També en Nintendo 3DS. La història té lloc en unes illes sota el nom d'Alola. 81 nous Pokémons amb un total de 802.
També té 2 edicions més: Pokémon Ultra Luna i Pokémon Ultra Sol

## Mecànica de joc

### Entrenadors
Són anomenats Entrenador Pokémon els usuaris que juguen a Pokémon. Normalment tenen dos objectius: capturar totes les espècies de Pokémon disponibles i completar la informació de tots els Pokémons en la Pokédex; d'altra banda, han d'entrenar-los i fer-los lluitar contra altres Pokémons d'altres entrenadors per poder demostrar les seves habilitats, fortalesa, talent i d'aquesta manera convertir-se en un Mestre Pokémon. Per aconseguir-ho, els entrenadors Pokémon recorren tot el món Pokémon recol·lectant medalles de gimnàs, que s'obtenen després de derrotar els respectius Líders de gimnàs. En les batalles contra aquests, tant l'entrenador com el líder de gimnàs fan enfrontar als seus Pokémon en un combat Pokémon. El propietari del Pokémon que guanyin, guanyarà.

### Pokémon inicial
Un dels aspectes dels videojocs de Pokémon és que -des dels seus inicis amb Pokémon Vermell i Blau per a la Game Boy fins a l'última versió Pokémon Espada i Escudo per a la Nintendo Switch- els jugadors reben el seu primer Pokémon quan comencen el joc, com un regal del Professor Local (depenent de la regió que està ambientat el joc el professor local varia) que és conegut per ser expert en els Pokémon.
Els entrenadors poden escollir un Pokémon entre tres, un de tipus aigua, un de tipus foc i un de tipus herba (un de cada tipus). Per exemple, en les versions Pokémon Vermell i Blau (i les seves respectives noves edicions: Pokémon FocVermell i FullaVerda), el jugador té l'opció d'escollir entre els següents tipus de Pokémon: Bulbasaur (tipus herba), Charmander (tipus foc) o Squirtle (tipus aigua).
Tanmateix, en el Pokémon Groc, l'entrenador obté el Pikachu (tipus elèctric) com a Pokémon inicial. En els llançaments de Pokémon Vermell i Blau, el Pikachu pot ser obtingut durant el joc, cosa que no és possible en cap altra entrega de la franquícia.
Un altre aspecte és que l'entrenador contrincant del jugador triarà al Pokémon que tingui avantatge sobre el del protagonista. Per exemple, si el jugador tria a un Pokémon tipus herba, el rival triarà el de tipus foc com el seu Pokémon inicial (el foc té avantatge sobre l'herba, l'herba té avantatge sobre l'aigua i l'aigua en té sobre el foc). En el Pokémon Groc, el contrincant escull el Pokémon Eevee (de tipus normal), el qual pot ser evolucionat a Jolteon, Vaporeon o Flareon, depenent del resultat de la batalla.
A la primera generació només hi havia cinc Pokémon llegendaris: Articuno, Zapdos, Moltres, Mewtwo i Mew. A la segona foren introduïts sis nous Pokémon llegendaris: Raikou, Entei, Suicune, Lugia, Ho-Oh i Celebi. Deu Pokémon de la tercera generació són llegendaris: Regirock, Regice, Registeel, Latias, Latios, Kyogre, Groudon, Rayquaza, Jirachi i Deoxys. Tant la quarta com la cinquena generació presenten tretze Pokémon llegendaris. A la quarta hi ha Uxie, Mesprit, Azelf, Dialga, Palkia, Heatran, Regigigas, Giratina, Cresselia, Manaphy, Darkrai, Shaymin i Arceus. A la cinquena generació foren introduïts Victini, Cobalion, Terrakion, Virizion, Tornadus, Thundurus, Reshiram, Zekrom, Landorus, Kyurem, Keldeo, Meloetta i Genesect. La sisena generació presenta sis Pokémon llegendaris: Xerneas, Yveltal, Zygarde, Diancie, Hoopa i Volcanion. En aquesta generació també s'introdueixen les megaevolucions dels Pokémon llegendaris Mewtwo, Latias, Latios i Rayquaza.

### Pokédex
La Pokédex o llista Pokémon és un dispositiu electrònic que registra les dades de cada Pokémon capturat o vist. En el manga i l'anime, la Pokédex és una enciclopèdia electrònica, que proporciona a l'entrenador informació sobre un Pokémon desconegut només en posar-la enfront del Pokémon.
En els videojocs els entrenadors reben una pokédex en blanc en començar la seva aventura. El seu objectiu és completar la informació de tots els Pokémons disponibles en la regió. L'entrenador rebrà el nom i la imatge del Pokémon que s'hagi trobat. Al Pokémon Red i Blue, la Pokédex registra la informació de cada Pokémon en tan sols veure'l. La informació més detallada es troba disponible després de capturar el Pokémon salvatge. Aquesta informació inclou el tipus, l'altura, el pes, les tècniques i una descripció breu del Pokémon.
Les versions actuals de la Pokédex contenen tota la informació dels Pokémons coneguts. En els jocs de la GameCube, de Pokémon Colosseum i de Pokémon XD: Gale of Darkness s'utilitza el Pokémon Digital Assistant (PDA), que és similar a la Pokédex.

## Mitjans relacionats

### Anime
Les sèries i les pel·lícules de Pokémon formen un anime que es basa en la nissaga de videojocs (amb l'excepció de Pokémon Groc). La sèrie segueix les aventures d'Ash Ketchum (Satoshi en la versió original), qui vol convertir-se en un Mestre Pokémon i que en companyia dels seus amics viatja al voltant del món fictici de Pokémon. La versió original de la sèrie s'anomena Pocket Monsters, o simplement Pokémon en els països occidentals (sovint també anomenat Pokémon: Gotta Catch 'Em All per tal de distingir-lo de les altres temporades). Ash inicia el seu primer dia d'entrenador Pokémon amb el seu primer Pokémon: el Pikachu. A diferència dels videojocs on l'entrenador pot escollir entre un Bulbasaur, un Charmander o un Squirtle.
La sèrie d'anime fou estrenada al Japón l'1 d'abril de 1997 en el canal TV Tokyo. 4Kids Entertainment va adaptar la sèrie a la cultura occidental fins al novembre del 2005. Actualment Pokémon USA s'encarrega de la producció i distribució de la sèrie d'anime a l'occident.

### Joc de cartes

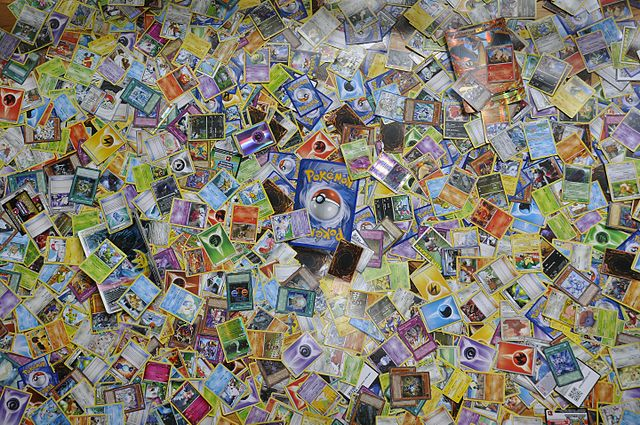
Col·lecció de cartes de Pokémon TCG.

Pokémon Trading Card Game (TCG o Pokémon TCG) és un joc de cartes col·leccionables basat en la nissaga de videojocs Pokémon, llençat al mercat l'octubre de 1996 per Wizards of the Coast –la mateixa companyia que distribueix Magic: The Gathering. Des del juliol de 2003 és publicat per Nintendo.

### Manga
El manga de Pokémon és un conjunt d'històries, algunes de les quals estan basades en els videojocs de la sèrie d'anime i les seves pel·lícules.

## Centre Pokémon
Els Centres Pokémon són edificis en el món fictici de Pokémon, on els entrenadors Pokémon porten els seus Pokémon perquè siguin curats gratuïtament. A Pokémon, també fan la funció d'un hostal per als entrenadors que hi vulguin passar la nit abans de continuar el seu viatge. Tenen diferents dissenys, però sempre hi ha una P vermella. (En els jocs més recents, els Centres Pokémon tenen teulades vermelles amb el dibuix d'una Poké Ball, amb un senyal que posa "P.C."). En l'anime, cada Centre Pokémon és dirigit per membres de la mateixa família d'infermeres, totes amb el nom Joy, amb l'ajuda dels Pokémon Chansey o Blissey. Si tots els Pokémon d'un entrenador es desmaien i no poden continuar combatent, se'ls porta urgentment a l'últim Centre Pokémon visitat, però l'entrenador, en aquest cas, perd la meitat dels seus diners.
A part del seu exemple fictici, els Centres Pokémon són magatzems immensos on es venen productes Pokémon. Tots estan al Japó, en aquestes ciutats: Tòquio, Yokohama, Nagoya, Osaka, Fukuoka. Abans n'hi havia un també als Estats Units, al Rockefeller Center de Nova York, però va tancar el febrer del 2005. En el mateix lloc hi ha ara el centre Nintendo World, que també ven, però no exclusivament, productes Pokémon. Els magatzems estan dirigits per The Pokémon Company (株式会社ポケモン), una filial formada pels titulars dels drets per Pokémon per comerciar la franquícia.